# Salomon Friedrich Packbusch
Salomon Friedrich Packbusch (* 19. Novemberjul. / 29. November 1666greg. in Leipzig; † 5. April 1742 ebenda) war ein königlich-polnischer und kursächsischer Appellationsrat.

## Leben
Packbusch studierte in Leipzig Jura und wurde am 31. Oktober 1707 in Halle (Saale) promoviert.
Packbusch war Beisitzer im Oberhofgericht Leipzig und im Konsistorium Leipzig sowie Appellationsrat.

## Werke
- Dissertatio inauguralis iuridica de desertione ordinis ecclesiastici, 1707